# Lee White (football américain)
Pour les articles homonymes, voir Lee White et White.
(en) Statistiques sur pro-football-reference
Lee Andrew White, né le 9 mai 1946 à Las Vegas, est un joueur américain de football américain.

## Biographie

### Enfance
White étudie à la Las Vegas High School et évolue dans l'équipe de football américain des Wildcats, étant sélectionné à de nombreuses reprises dans l'équipe de l'année dans l'état du Nevada au niveau lycéen.

### Carrière

#### Université
Après un premier passage par l'Arizona Western College, Lee White est transféré à l'université d'État de Weber et y évolue de 1965 à 1967 sous les ordres de Sark Arslanian,. En 1967, il domine la Big Ten Conference avec 1 378 yards et neuf touchdowns dont un match à 276 yards face aux Vandals de l'Idaho. White est nommé, à deux reprises, dans l'équipe de la saison de la Big Ten et à une reprise dans l'équipe des All-Americans, terminant sa carrière universitaire avec 3 062 yards et trente-quatre touchdowns à la course. Il est introduit au temple de la renommée de Weber State lors de la toute première classe de cette distinction, en 1989.

#### Professionnel
Lee White est sélectionné au premier tour de la draft 1968 de la NFL par les Jets de New York au dix-septième choix, devenant le seul et unique joueur de Weber State à être drafté au premier tour. Pour son année de rookie, White est utilisé comme fullback et ne dispute qu'une seule rencontre, faisant tout de même partie de l'équipe remportant le Super Bowl III. Pour les deux saisons suivantes, il se cantonne à un poste de remplaçant et réalise quatre-vingt-dix-huit courses pour 302 yards.
Laissé libre par les Jets lors de l'inter-saison 1971, White s'engage avec les Rams de Saint-Louis mais ne fait que deux courses en sept matchs avant d'être échangé aux Chargers de San Diego avec Greg Wojcik et Deacon Jones contre Jeff Staggs et trois choix de draft. Sur la saison 1972, White reste un second couteau dans la rotation d'effectif mais joue beaucoup plus que chez les Rams ; il prend sa retraite juste après cette saison.